# Święta Epifanii
Święta Epifanii – chrześcijańskie święta upamiętniające trzy biblijne wydarzenia: chrzest – po łacinie baptesimus, wesele w Kanie Galilejskiej – matrimonium i pokłon mędrców – co oddano wyrazem cogito – poznaję.
Na pamiątkę tych wydarzeń większość chrześcijan pisze na drzwiach litery C M B (w Polsce występuje również wersja z literami K M B). Większość chrześcijan uważa, że te trzy wydarzenia z życia Jezusa wskazują na wyjątkowość i prawdziwość objawienia się Boga w ciele człowieka.

## Historia
W pierwszych wiekach chrześcijaństwa jedynym świętem obchodzonym przez chrześcijan była niedziela i Pascha. Wraz z edyktem mediolańskim i możliwością nieskrępowanego wyznawania wiary wprowadzono święto Objawienia się Boga światu. Data 25 grudnia, obchodzona wtedy, gdy Rzymianie obchodzili święto boga słońca. Jezus jako światłość świata zwyciężał ciemność i mrok. Pod pojęciem Objawienia ówcześni chrześcijanie utożsamiali Boże Narodzenie, wizytę Mędrców ze Wschodu, chrzest w Jordanie i początek cudów Jezusa.
Chrześcijaństwo, tak jak inne systemy religijne, wielokrotnie przejmowało istniejącą obrzędowość pogańską napełniając ją nową treścią, zgodną z danym systemem religijnym – nie inaczej rzecz się miała z praktykami religijnymi, związanymi z dwoma dniami: 25 grudnia oraz 6 stycznia.
Boris Uspienski w pracy „Krzyż i koło. Z historii symboliki chrześcijańskiej” odnotowuje, że już przed IV w.n.e. na chrześcijańskim Wschodzie narodziny Chrystusa obchodzono 6 stycznia, w dzień Objawienia, który to dzień według niektórych badaczy był obchodzony jako pogańskie święto epifanii, poświęcone narodzinom i wydłużaniu się dnia. Autor jednocześnie podkreśla, że w odróżnieniu od święta z 25 grudnia, dzień 6 stycznia nie był obchodzony jedynie jako narodziny Chrystusa – datę tę łączono także z dwoma innymi wydarzeniami biblijnymi: Objawieniem oraz Chrztem Pańskim. Boris Uspianski przytacza słowa Dionisiusa bar Salībī, który zauważył, iż narodziny Chrystusa postanowiono przenieść z 6 stycznia na 25 grudnia, gdyż w tym drugim terminie poganie świętowali ukazanie się słońca, przy czym w święcie tym brali udział także chrześcijanie. W innym miejscu zaś autor „Krzyża i koła” przytacza następujące słowa:

Poganie świętowali 25 grudnia narodziny Niezwyciężalnego Słońca Prawdy, chrześcijanie z tym dniem powiązali świętowanie narodzenia Chrystusa (...), u pogan 6 stycznia był świętem ‘epifanii’; ta sama data stała się też datą chrześcijańskiej Epifanii.

W związku z tym, że powyższe rozważania związane są ściśle z charakterystyką wierzeń opartych na systemie solarno-lunarnym (związanych ze słońcem oraz księżycem), obchody ulokowane w tym okresie pojawiały się również w innych systemach religijnych. 6 stycznia zgodnie z wierzeniami staroegipskimi obchodzono święto narodzenia boga światła. Wierzono, że nocą poprzedzającą święto, kiedy rodził się nowy bóg, wody Nilu zamieniały się w krew. W wielu miejscach piasek na nabrzeżach Nilu ma czerwony kolor. W czasie pory deszczowej, rzeka zabierała ten piasek i woda rzeczywiście mogła stawać się czerwona. Czerwone wody Nilu posłużyły chrześcijanom do zastąpienia wierzeń pogańskich ukazaniem pierwszego biblijnego cudu Jezusa w Kanie Galilejskiej, gdzie Chrystus wodę przemienił w wino.
Obecnie w większości kościołów chrześcijańskich każde z wydarzeń związanych z „objawieniem” Jezusa Chrystusa obchodzone jest jako osobne święto.
W kościele katolickim 6 stycznia, dwanaście dni po Bożym Narodzeniu, obchodzone jest święto Objawienia Pańskiego, zwane tradycyjnie również świętem Trzech Króli. W pierwszą niedzielę po 6 stycznia obchodzone jest święto upamiętniające chrzest Jezusa w Jordanie. W drugą niedzielę po 6 stycznia obchodzona jest pamiątka innego wydarzenia biblijnego – cudu w Kanie Galilejskiej.
Część kościołów orientalnych (np. kościoły ormiańskie) w dalszym ciągu utożsamiają święta Bożego Narodzenia ze świętami epifanii, obchodząc je jednego dnia.

## Kalendarium
| Numeracja                               | Nazwa w kościele katolickim                | Nazwa w innych kościołach chrześcijańskich | Data w kościele katolickim       | Data w innych kościołach chrześcijańskich                                                       | Znaczenie |
| --------------------------------------- | ------------------------------------------ | ------------------------------------------ | -------------------------------- | ----------------------------------------------------------------------------------------------- | --- |
| –                                       | Boże Narodzenie                            | –                                          | 25 grudnia                       | 6 stycznia (kościół ormiański), 7 stycznia (cerkiew prawosławna, pozostałe kościoły orientalne) | Pierwotnie nazywane Świętem Objawienia. Bóg przychodzi na świat w osobie Jezusa Chrystusa.                         |
| Pierwsze Święto Epifanii                | Trzech Króli, właściwie Objawienie Pańskie | –                                          | 6 stycznia                       | –                                                                                               | Objawienie Boga całemu światu, wszystkim narodom, poganom                                                          |
| Drugie Święto Epifanii. Święto Teofanii | Chrzest Pański, Teofania                   | Jordan                                     | pierwsza niedziela po 6 stycznia | 19 stycznia (cerkiew prawosławna)                                                               | Jedyne w dziejach ludzkości jednoczesne Objawienie się Trójcy Świętej. Objawienie się Jezusa narodowi żydowskiemu. |
| Trzecie Święto Epifanii                 | Cud w Kanie Galilejskiej                   | –                                          | druga niedziela po 6 stycznia    | –                                                                                               | Początek działalności Jezusa. Objawienie się cudownej mocy Jezusa.                                                 |